# قلعة نور محمد
قلعة نور محمد (بالفارسية: قلعه نورمحمد) هي مستوطنة تقع في منطقة سانجار الريفية (Sangar Rural District) في إيران. يقدر عدد سكانها بـ 82 نسمة بحسب إحصاء 2016.